# 巴達維亞鎮區 (密歇根州)
巴達維亞鎮區（英語：Batavia Township）是位於美國密歇根州布蘭奇縣的一個行政鎮區。

## 地方資料
巴達維亞鎮區的面積為93.60平方千米，當中陸地面積為92.50平方千米，而水域面積為1.10平方千米。根據2020年美國人口普查的數據，當地共有人口1323人，而人口密度為每平方千米14.13人。